# Uroderostenus pleuralis
Uroderostenus pleuralis är en stekelart som beskrevs av William Harris Ashmead 1904. Uroderostenus pleuralis ingår i släktet Uroderostenus och familjen finglanssteklar. Inga underarter finns listade i Catalogue of Life.